# Leskovec nad Moravicí
Leskovec nad Moravicí település Csehországban, a Bruntáli járásban. Leskovec nad Moravicí Jakartovice, Roudno, Razová, Horní Benešov, Bílčice és Staré Heřminovy településekkel határos. Lakosainak száma 442 fő (2024. január 1.).

## Népesség
A település lakosságának változását az alábbi diagram mutatja:
| Lakosok száma | 2039 | 1786 | 1499 | 1010 | 855  | 419  | 430  | 417  | 377  | 442  |
|               | 1869 | 1900 | 1921 | 1961 | 1980 | 2011 | 2016 | 2019 | 2021 | 2024 |